# 艾马尔格
艾马尔格（法語：Aimargues，法語發音：[ɛmaʁɡ]）是法国加尔省的一个市镇，位于该省南部，属于尼姆区。

## 地理
艾马尔格（43°41'5"N, 4°12'31"E）面积26.48 平方千米，位于法国奧克西塔尼大區加尔省，该省份为法国南部沿海省份，南端濒地中海，北起顺时针与阿尔代什省、沃克吕兹省、罗讷河口省、埃罗省、阿韦龙省和洛泽尔省接壤。
与艾马尔格接壤的市镇（或旧市镇、城区）包括：加拉尔格勒蒙蒂厄、艾格维沃、勒凯拉尔、圣洛朗代古兹、吕内勒、马西亚格。

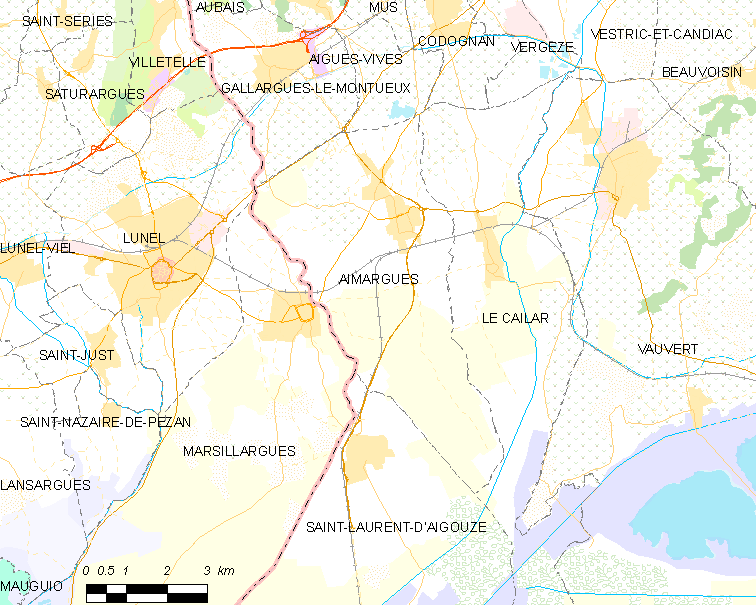
艾马尔格的OSM定位图

艾马尔格的时区为UTC+01:00、UTC+02:00（夏令时）。

## 行政
艾马尔格的邮政编码为30470，INSEE市镇编码为30006。

## 政治
艾马尔格所属的省级选区为艾格莫尔特县、canton of Rhôny-Vidourle、沃韦尔县、canton of Aimargues。

## 人口

1962-2008年间艾马尔格人口变化图示

艾马尔格于2022年1月1日时的人口数量为5806人。